# Male Rebrce
Male Rebrce este o localitate din comuna Ivančna Gorica, Slovenia, cu o populație de 33 de locuitori.